# 힘의 반지
힘의 반지(The Rings of Power)는 실마릴리온과 반지의 제왕에 등장하는 물건이다.

## 개요
힘의 반지는 제2시대에 에레기온에서 제작된 신비한 힘을 가진 반지이다. 그 중에서도 20개의 반지가 특별하게 언급된다. 제2시대와 제3시대를 관통하는 핵심 주제로, 세계관 내에서 상당한 영향력을 가진 물건이다.

## 능력
힘의 반지의 첫번째 능력은 소유자가 소중히 여기는 것을 퇴색하지 않도록 유지하는 힘이다. 요정의 세 반지는 이 능력을 충실히 발휘하였기 때문에, 깊은골, 로스로리엔, 회색항구는 제3시대 말까지도 요정들의 안식처가 될 수 있었다.
두번째 능력은 소유자의 힘을 증폭시키고 수명을 늘리는 것이다. 나즈굴과 골룸은 이 능력에 의해 수명이 늘어난 대표적인 인물들이다. 하지만 정상적으로 수명을 늘리는 것이 아니기 때문에 점차 외모가 기이해지고, 더 오래 소유하면 나즈굴처럼 형체가 사라진 악령이 된다. 골목쟁이네 빌보가 장수한 것도 반지의 이런 능력 때문이었다. 그러나 두번째 능력은 마술적인 힘이기 때문에 소유자의 타락을 유발한다.

## 역사
제1시대 말에 벌어진 분노의 전쟁에서 많은 요정들이 죽었고, 대부분의 요정들도 발리노르로 떠났다. 제2시대에 가운데땅에 남은 요정들은 점차 약해지고 잊혀질 운명이었기 때문에, 요정들은 이전의 시대에 비해 매우 쇠퇴한 상태였다. 어느날 요정왕국 에레기온에 본인이 발라들의 사자라고 주장하는 안나타르(Anna-tar, 선물의 군주)라는 인물이 나타나 요정왕과 군주들의 영토를 영원히 아름답게 유지할 수 있다는 주장을 한다. 안나타르가 너무 아름다워 오히려 의심을 샀지만, 기술에 강한 열망이 있었던 놀도르 요정들은 그를 받아들여 기술을 배웠고, 여러 반지들을 만들어낸 끝에 성공적인 16개의 힘의 반지가 만들어졌다. 또한 안나타르는 요정군주이자 대장장이였던 켈레브림보르가 가지고 있던 욕망, 조부 페아노르가 만든 실마릴같은 불세출의 작품을 만들고 싶다는 욕망을 부추겨 세 반지를 만들게 했다. 이 세 반지는 매우 아름다웠지만, 안나타르의 손이 닿지 않았기에 은신 능력은 없었다. 그러나 여전히 안나타르의 기술력이 근본이였기 때문에 본질은 다른 힘의 반지와 동일했다.
그러나 안나타르의 정체는 사우론이였고, 요정들에게 기술을 전해준 것도 요정들, 나아가서 가운데땅의 모든 자유종족을 지배하기 위한 계획이었다. 사우론은 운명의 산에서 모든 힘의 반지를 지배할 절대반지를 만드는데, 마이아로서의 권능과 기술력, 그리고 사우론 본인의 영혼 절반이 들어간 반지는 모든 힘의 반지 중 가장 강력했으며, 절대적인 지배력을 가지고 있었다. 사우론이 절대반지를 손에 꼈을 때 요정들은 자신들이 속았다는 것을 깨닫고, 반지를 빼내어 숨긴다.
계획이 뜻대로 되지않자 사우론은 에레기온을 침공한 뒤, 켈레브림보르를 고문하며 16개의 반지를 뺏었다. 그러나 켈레브림보르가 요정의 세 반지를 미리 길 갈라드와 갈라드리엘에게 맡겨놓았기 때문에 손에 넣지 못했다.
다골르라드 평원의 전투에서 이실두르가 사우론의 손가락을 베어 절대반지를 뺏는 데 성공한다. 그러나 이실두르 역시 절대반지의 힘에 경도되어 반지를 소유하고자 했으나, 오크들에게 죽임 당한 뒤 절대반지의 행방 또한 묘연해진다. 사우론의 영향력이 사라지자 요정들은 세 반지의 권능으로 다스리던 곳을 아름답게 유지하였다.

## 종류

### 인간의 아홉 반지
| “ | Nine for Mortal Men doomed to die 죽을 운명의 인간들을 위한 아홉 반지 | ” |

사우론이 빼앗은 반지 중 아홉개는 인간들의 위대한 영웅과 왕에게 주어졌다. 그러나 인간들은 타락하기 쉬운 존재였기에, 이들은 모두 반지의 마력에 취해 완전히 타락하여, 사우론의 종인 나즈굴이 되었다.

### 난쟁이의 일곱 반지
| “ | Seven for the Dwarf-lords in their halls of stone 돌로 된 전당의 난쟁이 군주들을 위한 일곱 반지 | ” |

사우론은 일곱 개의 반지를 난쟁이 군주들에게 주었다. 정신력이 강한 난쟁이들은 사우론에게 충성할 정도로 타락하지는 않았지만, 반지는 그들의 탐욕을 증대시켰고 결국 난쟁이들은 스스로 몰락했다.

### 요정의 세 반지
| “ | Three Rings for the Elven-kings under the sky 하늘 아래 요정왕들을 위한 세 반지 | ” |

다른 힘의 반지와는 다르게 켈레브림보르 홀로 만들었다. 안나타르의 손이 닿지 않았기에 은신 능력은 없었지만 그의 기술력이 근본이었기 때문에 절대반지에 종속되는 것은 피할 수 없었다.
2시대 말 사우론이 패퇴하자 요정들은 반지를 끼고 아끼는 것을 쇠퇴하지 않게 만드는 능력으로 그들의 안식처를 가꾸었다. 3시대 말 절대반지가 소멸하자 이 반지들도 힘을 잃었고, 요정들은 발리노르로 향한다.

#### 빌랴
공기의 반지 빌랴(Vilya)는 요정의 세반지 중 가장 강력한 것으로 간주되며, 황금반지에 사파이어가 박혀있는 모습이다. 본래 길 갈라드에게 갔던 반지이지만, 그가 전사한 이후에 엘론드가 소유하게 되었다. 빌랴의 권능에 의해 엘론드가 다스리던 깊은골은 요정의 마지막 보금자리로 남았다.

#### 네냐
물의 반지 네냐(Nenya)는 다이아몬드가 박힌 미스릴 반지로 숲의 여주인 갈라드리엘이 소유하고 있다. 네냐의 권능으로 갈라드리엘이 다스리던 로스로리엔은 요정의 전성기의 비정상적으로 휘황찬란한 색과 빛을 뿜는 황금숲을 유지할 수 있었다.

#### 나랴
불의 반지 나랴(Narya)는 루비가 박혀있는 황금 반지로 길 갈라드의 소유였으나, 그의 사후에 키르단이 소유하고 있다가 간달프에게 건내주었다. 반지의 권능으로 회색항구는 요정들 최후의 보루로 남았다.

### 절대반지
| “ | One for the Dark Lord on his dark throne 그의 암흑 왕좌에 앉은 암흑 군주를 위한 절대반지 | ” |

사우론이 모든 힘의 반지를 지배하기 위해 만든 반지이다. 자세한 것은 절대반지 참조

## 힘의 반지들의 최후
반지운반자 프로도가 운명의 산에서 절대반지를 소멸시키자 사우론은 힘을 잃고, 요정의 세 반지를 비롯한 나머지 반지들도 힘을 잃었다. 반지의 힘이 사라지자, 마침내 본래의 운명대로 가운데땅에서의 요정들의 수명도 끝나게 되었고, 이들은 발리노르로 떠난다. 가운데땅에서는 비로소 인간의 시대가 시작되었다.